# Глин
Глин (фр. Glun) насеље је и општина у источној Француској у региону Рона-Алпи, у департману Ардеш која припада префектури Турнон сир Рон.
По подацима из 2011. године у општини је живело 692 становника, а густина насељености је износила 91,53 становника/km². Општина се простире на површини од 7,56 km². Налази се на средњој надморској висини од 116 метара (максималној 472 m, а минималној 105 m).

## Демографија
| 1962. | 1968. | 1975. | 1982. | 1990. | 1999. | 2011. |
| ----- | ----- | ----- | ----- | ----- | ----- | ----- |
| 252   | 266   | 314   | 322   | 395   | 502   | 692   |

График промене броја становника у току последњих година